# Roberto Ferri
Roberto Ferri, född 1978 i Taranto, är en italiensk målare. Han är utbildad vid Accademia di belle arti di Roma. Hans främsta influenser är Caravaggio och franska målare som Jacques-Louis David och Jean-Auguste-Dominique Ingres. Han är även influerad av modern fantastik som H.P. Lovecrafts skräcklitteratur.